# Mírové brigády
Mírové brigády (arabsky سرايا السلام‎, Saraját al Salám), původně Mahdího armáda (arabsky جیش المهدی‎, Džajš al-Mahdí), označována také jako „Mahdího milice“, „Sadrova milice“, „Mahdího brigády“ apod., je polovojenská organizace vytvořená ší'itským duchovním Muktadou Sadrem v červnu roku 2003. Mahdího armáda vešla ve známost 4. dubna 2004, kdy zahájila ozbrojené povstání proti americkým vojskům v Iráku. Toto povstání skončilo v červnu 2004. Historicky se svým názvem Mahdího armáda odvolává na povstání v Súdánu, které bylo vyvoláno po anexi Egypta Velkou Británií v roce 1882 a vznikem mocenského vakua v Súdánu, bývalé egyptské provincii.

## Historie

### Počátky
Zpočátku byla Mahdího armáda tvořena malým počtem šíitských studentů navštěvujících semináře v baghdádské čtvrti Sadr (dříve Saddám City). Po obsazení Baghdádu americkou armádou 9. dubna 2003 převzali tito studenti odpovědnost za bezpečnost, distribuci humanitární pomoci a ochranu chudých šíitských spoluobčanů. 

Vlajka Mahdího armády

Časem se počet členů Mahdího armády vyšplhal na 10 000 mužů. Ačkoliv Muqtada Sadr americkou přítomnost ve svých kázání kritizoval, netoleroval žádné ozbrojené střety s americkými vojáky.
V dubnu 2004 však došlo k obratu, když bylo rozhodnuto o zákazu novin Al-Hauza a zatčení jeho několika blízkých spolupracovníků, přešel Muqtada Sadr do protiútoku. Po jeho plamenném projevu se následující den zvedla vlna protestů, které vyvrcholily v ozbrojené povstání Mahdího armády.

### Povstání Mahdího armády (2004)

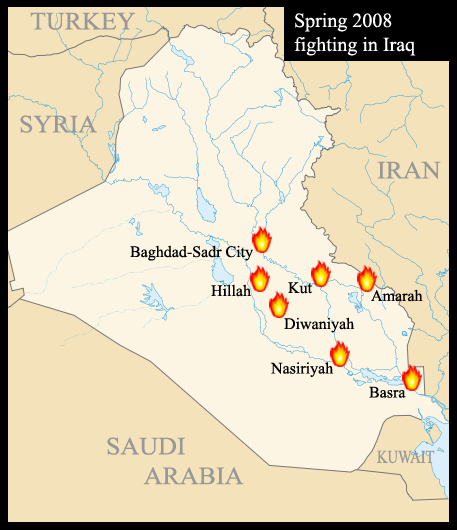
Boje Mahdího armády v roce 2008 během války v Iráku

Po zahájení povstání obsadily jednotky Mahdího armády Nadžaf, Kúfu, Al-Kút a Sadr City. Později převzaly kontrolu nad městem Karbalá. Další útoky na koaliční vojska se objevily Násiriji a Basře.
- 16. dubna se podařilo koaličním silám odrazit jednotky Mahdího armády u města Al-Kút. Nicméně povstalci si udrželi své pozice ve městech Nadžaf, Kúfa a Karbalá.
- 4. května po neúspěšných mírových rozhovorech zaútočily koaliční síly na jihu Iráku s cílem vytlačit povstalce.
- 24. května poté co povstalci utrpěli těžké ztráty a stáhli se z města Karbalá.
- 6. června nařídil Muqtada Sadr ukončení bojů a zastavení útoků na americké jednotky. Celkové ztráty jednotek Mahdího armády byly odhadnuty na 1500 mužů.